# Пылтсамаа (река)
Пы́лтсамаа (эст. Põltsamaa jõgi) — река в центральной части Эстонии. 
Реку питают воды верхового болота Эндла, вокруг которого организован заповедник. 
Длина 135 км, площадь водосборного бассейна 1310 км². 
Река является третьей по длине рекой Эстонии. Правый приток реки Педья. На реке стоит город Пылтсамаа.